# الجنسية بحكم الولادة في الولايات المتحدة
يمكن الحصول على الجنسية الأمريكية بحكم الولادة في حالتين: إما بحكم ولادة الشخص داخل أراضي الولايات المتحدة (حق الأرض) أو بحكم أن أحد والديه على الأقل كان مواطنًا أمريكيًا وقت ولادته (حق الدم). تُعد الجنسية المعطاة بحكم الولادة مخالفة للجنسية المكتسبة بطرق أخرى، مثل التجنيس.

يحق لأي شخص وُلد تحت «الولاية القضائية» القانونية للحكومة الفيدرالية الأمريكية أن يحصل على الجنسية الأمريكية بموجب بند الجنسية المذكور في التعديل الرابع عشر لدستور الولايات المتحدة (المعتمد في 9 يوليو عام 1868)، والذي ينص على ما يلي:
جميع الأشخاص المولودين أو المتجنسين في الولايات المتحدة والخاضعين لولايتها القضائية هم مواطنون يحملون الجنسية الأمريكية.
أُضيف هذا البند إلى التعديل في وقت متأخر لتوضيح ما اعتبره بعض واضعي الدستور قانونًا ساريًا بالفعل: أن كل من وُلد لأبوين خاضعين للقانون الأمريكي (حتى لو كانا أجنبيين) يحق له الحصول على الجنسية. ومع ذلك، فقد كانت هناك قوانين مناقضة في عدة ولايات أدت إلى صدور قرار المحكمة العليا في قضية دريد سكوت ضد ساندفورد (1857)، بعدما تم إنكار الجنسية الأمريكية بشكل شامل للأمريكيين الأفارقة بغض النظر عن الولاية القضائية لمكان ولادتهم. اعتُبر التعديل الرابع عشر بمثابة رد لجنة إعادة الإعمار الأساسي بعد الحرب الأهلية على هذا القرار، من خلال ضمان «الامتيازات والحصانات» الفيدرالية ذاتها لجميع المواطنين في جميع الولايات، الأمر الذي استلزم تعريفًا صريحًا لمفهوم المواطنة.
تم اختيار مصطلح «الولاية القضائية» بعناية لاستبعاد أطفال الدبلوماسيين الأجانب المولودين في الولايات المتحدة، وكذلك السكان الأصليين من الأمريكيين الذين يعيشون ضمن السيادة القبلية. تم التراجع لاحقًا عن هذا المبدأ لسيادة السكان الأصليين من خلال قانون الجنسية الهندية لعام 1924، ومع مرور الوقت، فعل الكونغرس والمحاكم الشيء ذاته بالنسبة للأقاليم التابعة مثل بورتو ريكو وجزر الماريانا (غوام وجزر الماريانا الشمالية)، وجزر العذراء الأمريكية (مع استثناء ملحوظ لساموا الأمريكية). يمنح القانون الفيدرالي أيضًا الجنسية بحكم الولادة للأطفال المولودين خارج البلاد لأبوين أمريكيين (مع بعض الاستثناءات)، والمعروف باسم (حق الدم).
قدر مركز بيو للأبحاث السكانية أن حوالي 6٪ من جميع الأطفال المولودين في الولايات المتحدة عام 2016 كان لديهم والد واحد على الأقل من غير الحاصلين على إقامة قانونية (انخفاضًا من ذروته البالغة 9٪ في عام 2007)، ما أدى إلى وجود ما مجموعه 5 ملايين طفل من هذه الفئة حتى ذلك العام. في عام 2018، قدر معهد سياسة الهجرة نفس الرقم، 4.1 مليون طفل.
ظهرت معارضة سياسية للحصول على الجنسية الأمريكية بحكم الولادة بحسب مبدأ (حق الأرض) خلال العقود القليلة الماضية، وتجلت بشكل بارز بعد انتخاب دونالد ترامب — الذي يعارض صراحةً منح الجنسية للأطفال المولودين لأبوين غير موثقين — رئيسًا للولايات المتحدة في عامي 2016 و2024. يتفق معظم المراقبين القانونيين على أن التعديل الرابع عشر يؤيد صراحةً مبدأ (حق الأرض)، لكن هناك رأيًا معارضًا يرى أن هذا التعديل لا ينطبق على أطفال المهاجرين غير المصرح لهم المولودين على الأراضي الأمريكية.
بعد توليه المنصب في عام 2025، أصدر الرئيس ترامب أمرًا تنفيذيًا ينص على أن الحكومة الفيدرالية لن تعترف بمبدأ حق الأرض في منح الجنسية للأطفال المولودين لأبوين غير مواطنين. تم الطعن في هذا الأمر أمام القضاء، وأصدر قاضٍ فيدرالي أمرًا مؤقتًا بوقف تنفيذه، واصفًا إياه بأنه «غير دستوري بلا شك».
وفقًا لاستطلاع أجرته وكالة أسوشيتد برس في يناير عام 2025، فإن أغلبية قليلة بنسبة (51٪) من الأمريكيين يعارضون أي تغييرات على نظام الجنسية بحكم الولادة في الولايات المتحدة، في حين يؤيد 28٪ الإجراء الذي اتخذه ترامب في يومه الأول، و20٪ لم يحددوا موقفهم.